# KNN DMB
KNN DMB는 부산·울산·경남 등 동남권을 가시청권으로 하는 지상파DMB 방송국으로, 2008년 6월 개국하였다. KNN 부산경남방송이 사업자이며, ubc울산방송과 공동으로 운영하고 있다.
2007년 11월 14일부터 황령산 송신소에서, 11월 15일부터는 불모산중계소에서 시험 방송에 들어가 2008년 7월 7일부터 본방송을 시작했다. 한편 진주 지역은 그동안 3사의 송신소 위치를 놓고 타 방송사와 함께 망진산이냐, 장군대산이냐에 갈등을 지속해오다가 장군대산으로 최종 결정되면서 2012년에 방송 송출이 확정되었다.

## 연혁
- 2007년 12월 : 지상파DMB 방송시설 구축 (연주소송출실, 황령산송신소, 무룡산송신소, 불모산중계소 완공)
- 2008년 6월 : 지상파DMB 방송국 KNN DMB 개국 (준공 검사, 방송국 허가완료)
- 2008년 8월 : 지상파DMB 본방송 개시
- 2012년 1월 : 장군대산중계소, 감악산중계소, 양산중계소 완공

## 채널 구성
| 앙상블명 | 채널명    | 송출형식          | 전송속도 | 자체/임대 | 비고          |
| -------- | --------- | ----------------- | -------- | --------- | ------------- |
| KNN DMB  | KNNu      | 비디오 채널 (DMB) | 512kbps  | 자체      | ubc TV        |
| KNN DMB  | ubc u     | 비디오 채널 (DMB) | 512kbps  | 자체      | ubc+mYTN      |
| KNN DMB  | TPEG(DTS) | 데이터 채널       | 32kbps   | 임대      | 채널명 미확인 |

## 비디오 채널
- KNNu

KNN이 운영하는 DMB 비디오 채널이다.현재는 ubc TV를 전송중이다.
- ubc u

울산방송이 운영하는 비디오 채널이다. 방송시간대중 20%에 자사의 TV방송을 재전송하며, 80%의 시간대에 YTN의 DMB 채널인 mYTN 프로그램을 재전송한지만 ubc YTN으로 채널명을 변경해야한다.

## 데이터 채널
- TPEG(DTS)

부가 데이터 서비스, 교통정보, 웹서비스 등 다양한 데이터 서비스를 제공하는 채널이다. 네비게이션에서는 YTN TPEG 서비스를 제공하고 있다. (유료)

## 방송 송출 시설망
- 호출부호 : HLDG-TDMB

| 송신소          | 주파수               | 출력 | 송신소 위치                        | 비고      |
| --------------- | -------------------- | ---- | ---------------------------------- | --------- |
| 황령산 송신소   | CH 12C (208.736 MHz) | 2㎾  | 부산 연제구 연산2동 산181-3        | 자사 수신 |
| 양산타워 중계소 | CH 12C (208.736 MHz) | 90W  | 경남 양산시 동면 석산리 656-30     | 자사 수신 |
| 기장 중계소     | CH 12C (208.736 MHz) | 90W  | 부산 기장군 일광읍 삼성리 산41     | 자사 수신 |
| 정관 중계소     | CH 12C (208.736 MHz) | 90W  | 부산 기장군 정관읍 달산리 산146-14 | 자사 수신 |
| 무룡산 중계소   | CH 12C (208.736 MHz) | 2㎾  | 울산 북구 화봉동 20-1              | 자사 수신 |
| 미포 중계소     | CH 12C (208.736 MHz) | 90W  | 울산 동구 동부동 산190             | 자사 수신 |
| 문수산 중계소   | CH 12C (208.736 MHz) | 90W  | 울산 울주군 청량읍 율리 산339      | 자사 수신 |
| 불모산 중계소   | CH 12C (208.736 MHz) | 2㎾  | 경남 창원시 성산구 천선동 산213-8  | 자사 수신 |
| 통영 중계소     | CH 12C (208.736 MHz) | 90W  | 경남 통영시 산양읍 남평리 산90     | 자사 수신 |
| 장군대산 중계소 | CH 9C (190.736 MHz)  | 2㎾  | 경남 진주시 문산읍 상문리 325-4    | 자사 수신 |
| 감악산 중계소   | CH 9C (190.736 MHz)  | 2㎾  | 경남 거창군 신원면 구사리 산12-1   | 자사 수신 |

## 관련 보기
- 디지털 멀티미디어 방송
- U-KBS
- Busan MBC
- SBS u TV